# دایهاری
دایهاری (به لاتین: Daihari) یک روستا در بنگلادش است که در استان باریسال و در ناحیه پیروج‌پور واقع شده است.